# Nordiska Skogsägareorganisationers Förbund
Nordens Skogsägarorganisationers Förbund (NSF), är ett samarbetsorgan för de enskilda skogsägarna (familjeskogsbruket) i Norden. Samarbetet började 1946 och syftar till att samordna och harmonisera gemensamma skogliga frågor. Organisationen representerar skogsägarföreningar i Danmark, Finland, Norge och Sverige.
Sedan 1995 har NSF ett gemensamt kontor i Bryssel, Bureau of Nordic Family Forestry, för hantering av gemensamma skogliga angelägenheter inom EU:s ram. NSF har ett väl utvecklat samarbete med den större europeiska skogsägarorganisationen CEPF. 